# Bicheno
Bicheno is een plaats in de Australische deelstaat Tasmanië en telt 711 inwoners (2006). De kleine haven werd begin 19e eeuw gebruikt door walvisvaarders en zeehondenjagers. Ook nu is visserij nog een belangrijke bron van inkomsten in Bicheno naast toerisme.